# Communauté de communes du canton d'Arzacq
La communauté de communes du canton d'Arzacq est une ancienne communauté de communes française, située dans le département des Pyrénées-Atlantiques et la région Nouvelle-Aquitaine.
Depuis le 1er janvier 2017, elle est intégrée à la communauté de communes des Luys en Béarn.

## Composition

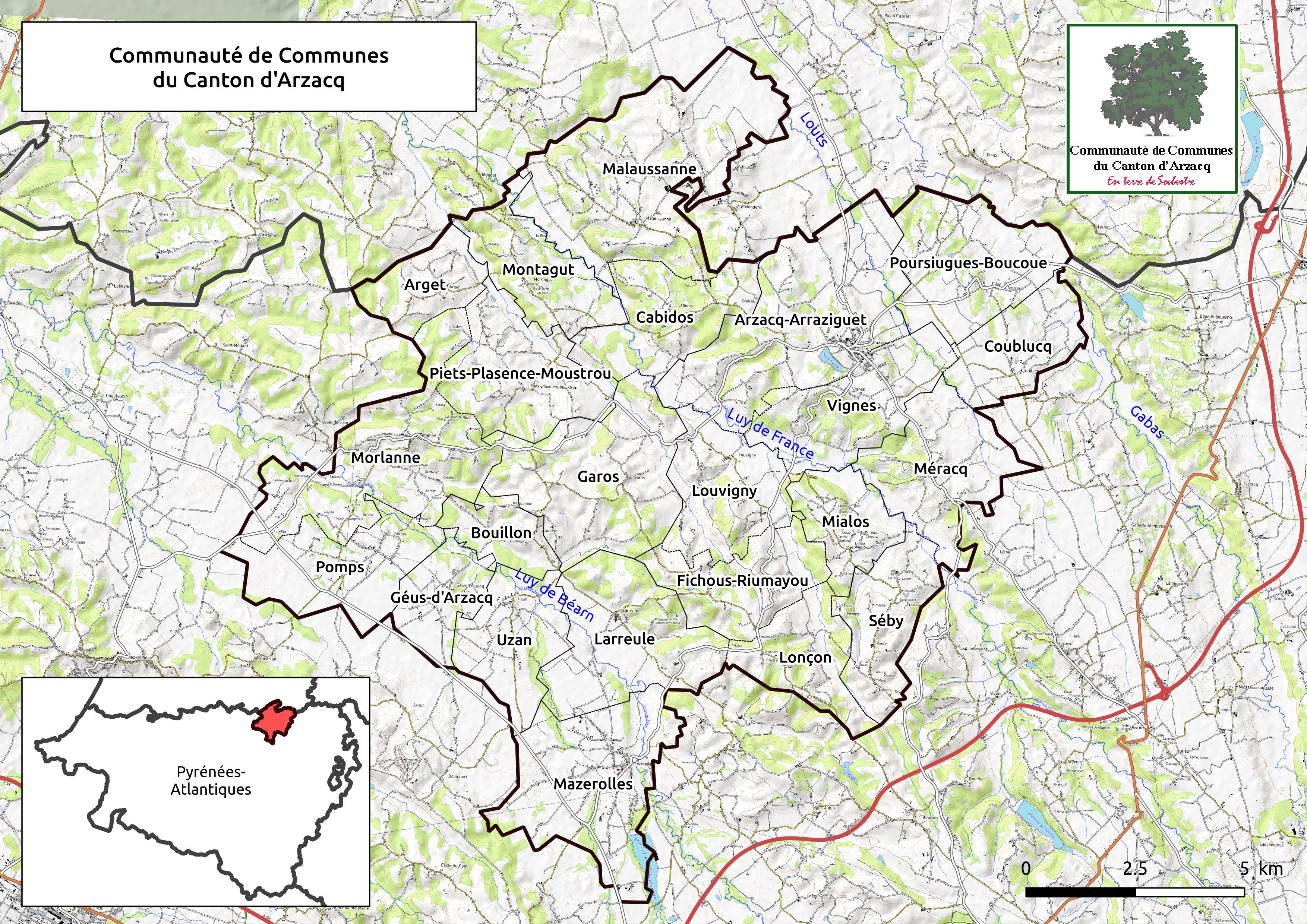
Carte de la communauté de communes du Canton d'Arzacq

La communauté de communes regroupe 23 communes :
| Code INSEE | Commune                 | Maire                  | Population | Superficie | Densité       | Délégués |
| ---------- | ----------------------- | ---------------------- | ---------- | ---------- | ------------- | -------- |
| 64044      | Arget                   | Thierry Soustra        | 89 hab.    | 400 ha     | 22,3 hab./km² |          |
| 64063      | Arzacq-Arraziguet       | Henri Fam              | 1 002 hab. | 1 526 ha   | 65,7 hab./km² |          |
| 64143      | Bouillon                | Gérard Locardel        | 132 hab.   | 327 ha     | 40,4 hab./km² |          |
| 64158      | Cabidos                 | Jean-Marie Cazenave    | 161 hab.   | 726 ha     | 22,2 hab./km² |          |
| 64195      | Coublucq                | Marcel Dufrechou       | 106 hab.   | 554 ha     | 19,1 hab./km² |          |
| 64226      | Fichous-Riumayou        | Joël Pintadou          | 151 hab.   | 641 ha     | 23,6 hab./km² |          |
| 64234      | Garos                   | Jean-Marc Theulé       | 212 hab.   | 1206 ha    | 17,6 hab./km² |          |
| 64243      | Géus-d'Arzacq           | Guy Barus              | 165 hab.   | 412 ha     | 40,0 hab./km² |          |
| 64318      | Larreule                | Philippe Lalanne       | 159 hab.   | 1005 ha    | 15,8 hab./km² |          |
| 64347      | Lonçon                  | Patrick Bendail        | 133 hab.   | 552 ha     | 24,1 hab./km² |          |
| 64355      | Louvigny                | Jean-Michel Lacadée    | 121 hab.   | 702 ha     | 17,2 hab./km² |          |
| 64365      | Malaussanne             | Bernard Dupont         | 416 hab.   | 1749 ha    | 23,8 hab./km² |          |
| 64374      | Mazerolles              | Jean-Léon Conderanne   | 913 hab.   | 1 171 ha   | 78,0 hab./km² |          |
| 64380      | Méracq                  | Gérard Lebœuf          | 205 hab.   | 824 ha     | 24,9 hab./km² |          |
| 64383      | Mialos                  | Didier Darribère       | 90 hab.    | 454 ha     | 20,0 hab./km² |          |
| 64397      | Montagut                | Jean Luc Laulhé        | 105 hab.   | 618 ha     | 17,0 hab./km² |          |
| 64406      | Morlanne                | Philippe Laborde-Rayna | 504 hab.   | 1 294 ha   | 38,9 hab./km² |          |
| 64447      | Piets-Plasence-Moustrou | Eric Duplaa            | 131 hab.   | 834 ha     | 15,7 hab./km² |          |
| 64450      | Pomps                   | Claude Fourquet        | 225 hab.   | 777 ha     | 29,0 hab./km² |          |
| 64457      | Poursiugues-Boucoue     | Raymond Tremoulet      | 194 hab.   | 902 ha     | 21,5 hab./km² |          |
| 64514      | Séby                    | Jacques Pinault        | 174 hab.   | 597 ha     | 29,1 hab./km² |          |
| 64548      | Uzan                    | Gilbert Perarnaud      | 148 hab.   | 620 ha     | 23,9 hab./km² |          |
| 64557      | Vignes                  | Christian Lescoulié    | 404 hab.   | 797 ha     | 50,7 hab./km² |          |
|            |                         |                        | 5 940 hab. | 18 688 ha  | 31,8 hab./km² | 58       |

## Compétences
Depuis novembre 2006, la commune dispose de deux antennes de la cyber-base des 2 Luys : une située à Vignes tandis que l'autre est mobile (circulant sur l'ensemble des communes). Elles sont financées avec le concours du conseil général des Pyrénées-Atlantiques et de la Caisse des Dépôts et des Consignations.